# М. Покора
М. Покора́ (произносится Эм Покора́) или Матт Покора́ (настоящее имя Матьё Тота́; род. 26 сентября 1985 года), — исполнитель и автор песен из Франции с польскими корнями.

## Биография
Матт получил известность будучи в составе французской R'n'B-группы Майк Юнити (англ. Mic Unity). Осенью 2003 года он принял участие в третьем сезоне реалити-шоу Поп-звезды (англ. Popstars). В этот период он стал народным любимцем и вошёл в состав бой-бэнда Линкап (Linkup) с Лионелом и Отисом. Несмотря на то, что их первый сингл «Мон Этуаль» (франц. «Mon Étoile») вошёл в верхние строчки французских чартов, группа распалась из-за совершенно безуспешного выхода второго сингла.
В 2004 году он начал свою сольную карьеру под псевдонимом Матт Покора. Его первый альбом был назван его именем, а второй сингл Elle me contrôle получил две музыкальные премии радиостанции ЭнАрДжей (англ. NRJ Music Awards). В 2004 году он был вынужден изменить свой псевдоним в связи с претензиями со стороны другого французского R’n'B-исполнителя Мэтта Хьюстона (англ. Matt Houston). В результате он сменил псевдоним на М. Покора и переиздал свой альбом под соответствующим названием.
В январе 2006 года его второй альбом Player занял верхние строчки хит-парадов сразу после выхода. Во втором издании альбома были добавлены дополнительная композиция «It’s Alright» в дуэте с Рикки Мартином.
В марте 2008 года вышел его следующий альбом под названием MP3. Многие американские продюсеры приняли участие в записи альбома, в том числе Тимбаланд и Райан Лесли.
2 августа принял участие в благотворительном матче Марсель : Манчестер Юнайтед. Играл за Манчестер, его команда разгромно уступила 2:8.

## Личная жизнь
С 2017 года Покора встречается с Кристиной Милиан. В декабре 2020 года стало известно, что пара поженилась. У пары два сына — Айзайя Тота (род. 20 января 2020) и Кенна Тота (род. апрель 2021).

## Дискография

### Альбомы
| Год  | Название                                                                                     | Позиции в чартах | Позиции в чартах | Позиции в чартах | Позиции в чартах | Позиции в чартах |
| Год  | Название                                                                                     | FR               | FR DL            | BEL              | SWI              | POL              |
| ---- | -------------------------------------------------------------------------------------------- | ---------------- | ---------------- | ---------------- | ---------------- | ---------------- |
| 2003 | Notre étoile (as Linkup) - Дата релиза: ноябрь 2003 - Продажи: 200,000+ (продажи во Франции) | 1                | —                | —                | 53               | —                |
| 2004 | M. Pokora - Дата релиза: октябрь 2004 - Продажи: 163,000 (продажи во Франции)                | 21               | —                | 28               | —                | —                |
| 2006 | Player - Дата релиза: январь 2006 - Продажи: 206,000 (продажи во Франции)                    | 1                | —                | 8                | 37               | 66               |
| 2008 | MP3 - Дата релиза: март 2008 - Продажи: 300,000+                                             | 7                | 10               | 6                | 32               | 22               |
| 2010 | Mise À Jour - Дата релиза: август 2010 - Продажи: TBA                                        | —                | —                | —                | —                | —                |

### Сольные синглы
| Год  | Название                                 | Позиции в чартах | Позиции в чартах | Позиции в чартах | Позиции в чартах | Позиции в чартах | Позиции в чартах | Позиции в чартах | Альбом      |
| Год  | Название                                 | FRA              | BEL              | SWI              | SWE              | GER              | BUL              | POL              | Альбом      |
| ---- | ---------------------------------------- | ---------------- | ---------------- | ---------------- | ---------------- | ---------------- | ---------------- | ---------------- | ----------- |
| 2004 | «Showbiz (The Battle)»                   | 10               | 12               | 19               | —                | —                | —                | —                | M. Pokora   |
| 2005 | «Elle Me Contrôle»                       | 6                | 11               | 23               | —                | —                | —                | —                | M. Pokora   |
| 2005 | «Pas Sans Toi» (with Tyron Carter)       | 4                | 4                | 35               | —                | —                | —                | —                | M. Pokora   |
| 2006 | «De Retour» (with Tyron Carter)          | 6                | 11               | —                | —                | —                | —                | —                | Player      |
| 2006 | «It’s Alright» (with Ricky Martin)       | 4                | 11               | 18               | —                | —                | —                | —                | Player      |
| 2006 | «Oh La La La (Sexy Miss)»                | 21               | 37               | —                | —                | —                | —                | —                | Player      |
| 2006 | «Mal De Guerre»                          | 10               | 19               | 78               | —                | —                | —                | —                | Player      |
| 2008 | «Dangerous» (with Timbaland & Sebastian) | 1                | 2                | 28               | 15               | 32               | 5                | 38               | MP3         |
| 2008 | «They Talk Shit About Me» (with Verse)   | 24               | —                | —                | —                | —                | 34               | —                | MP3         |
| 2008 | «Catch Me If You Can»                    | —                | —                | —                | —                | —                | 33               | 11               | MP3         |
| 2010 | «Juste Une Photo De Toi»                 | —                | —                | —                | —                | —                | —                | —                | Mise À Jour |

### DVD
- 2005 Un An Avec M. Pokora (One year with M. Pokora)
- 2006 Player Tour

### Выступление в качестве приглашенного артиста
- 2004 «Chanter qu’on les aime» by AMADE
- 2005 «Protège-toi» by Collectif Protection Rapprochée
- 2005 «Oh» (French Remix) by Ciara
- 2006 «L’Or de nos vies», a charity single from Fight Aids
- 2006 «Get Down On It» from Astérix et les Vikings OST
- 2006 «rainbfever.com» by Amine featured on «Raï'n’B Fever 2»
- 2007 «Ne me dis pas» by Tyron Carter

## Турне
- 2006 Player Tour
- 2008 Catch Me Tour

## Награды
- NRJ Music Awards
  - 2006 Francophone Song of the Year : «Elle me contrôle»
  - 2006 Music Video of the Year : «Elle me contrôle»
  - 2007 Francophone Male Artist of the Year
  - 2007 Music Video of the Year : «De retour»

## Биография
- 2006 M.Pokora — La révolution R&B
- 2006 Et je me souviens, Editions K&B